# عبد الكريم أحمد
عبد الكريم أحمد (بالإنجليزية: Abdul Karim Ahmed)‏ (5 فبراير 1980 بأكرا في غانا - ) هو لاعب كرة قدم غاني في مركز الدفاع. شارك مع منتخب غانا لكرة القدم. أما مع النوادي، فقد لعب مع نادي فيكينغ وKongsvinger IL ‏ وFK Tønsberg ‏ وKongsvinger IL Toppfotball ‏.

## وصلات خارجية
- عبد الكريم أحمد على موقع ناشيونال فوتبول تيمز (الإنجليزية)